# Rojales (kommunhuvudort)
Rojales är en kommunhuvudort i Spanien.   Den ligger i provinsen Provincia de Alicante och regionen Valencia, i den sydöstra delen av landet, 400 km sydost om huvudstaden Madrid. Rojales ligger 12 meter över havet och antalet invånare är 20 510.
Terrängen runt Rojales är platt.  Närmaste större samhälle är Torrevieja, 12,7 km söder om Rojales. Trakten runt Rojales består till största delen av jordbruksmark.